# المشفى (فلم)
المشفى (بالإنجليزية: The Hospital) هو فيلم كوميدي تم إنتاجه في الولايات المتحدة وصدر في سنة 1971.

## بطولة
- جورج سي سكوت

## الميزانية والإيرادات
حقق أرباحا تقدر بـ 14,142,409, 9,042,000 (rentals) دولار.

### ترشيحات وجوائز
| السنة | الحدث  | الفئة             | النتيجة  |
| ----- | ------ | ----------------- | -------- |
|       | أوسكار | أفضل سيناريو أصلي | فـــــوز |

## وصلات خارجية
- مقالات تستعمل روابط فنية بلا صلة مع ويكي بيانات